# فاذربی
فاذربی (به انگلیسی: Fotherby) یک روستا و محله مدنی در بریتانیا است که در لیندسی شرقی واقع شده‌است. فاذربی ۴۸۲ نفر جمعیت دارد.